# مرد عنکبوتی شگفت‌انگیز ۲
مرد عنکبوتی شگفت‌انگیز ۲ (انگلیسی: The Amazing Spider-Man 2؛ که در سطح جهانی با عنوان مرد عنکبوتی شگفت‌انگیز ۲: خیزش الکترو شناخته می‌شود) فیلمی آمریکایی در ژانر ابرقهرمانی است که بر پایهٔ کاراکتر مرد عنکبوتی از مارول کامیکس ساخته شده و در ۲۰۱۴ منتشر شد. این فیلم به کارگردانی مارک وب و تهیه‌کنندگی آوی آراد و مت تولماچ ساخته شده‌است. این پنجمین فیلم سینمایی مرد عنکبوتی است که توسط کلمبیا پیکچرز و مارول انترتینمنت تولید شده و دنبالهٔ مرد عنکبوتی شگفت‌انگیز (۲۰۱۲) و آخرین فیلم از مجموعهٔ مرد عنکبوتی شگفت‌انگیز به‌شمار می‌رود. این استودیو جیمز وندربیلت را برای نوشتن فیلم‌نامه و الکس کورتزمن و روبرتو ارسی را برای بازنویسی آن استخدام کرد. اندرو گارفیلد در نقش پیتر پارکر / مرد عنکبوتی، در کنار اما استون، جیمی فاکس، دین دی‌هان، کمپبل اسکات، امبت دیویتس، کلم فیور، پل جیاماتی و سالی فیلد بازیگران فیلم هستند. در این فیلم، پیتر پارکر هنگام بررسی مرگ والدینش سعی دارد از گوئن استیسی محافظت کند اما با ابرشرور، الکترو، و بازگشت دوست دوران کودکی‌اش هری آزبورن که بر اثر یک بیماری ژنتیکی مرگبار در حال مرگ است، سروکار دارد.
توسعهٔ مرد عنکبوتی شگفت‌انگیز ۲ پس از موفقیت مرد عنکبوتی شگفت‌انگیز آغاز شد. دی‌هان، جیاماتی، فلیسیتی جونز و کریس کوپر بین دسامبر ۲۰۱۲ و فوریهٔ ۲۰۱۳ عضو گروه بازیگران شدند. مراحل فیلم‌برداری از فوریه تا ژوئن ۲۰۱۳ در شهر نیویورک انجام شد. این فیلم در ۲ می ۲۰۱۴ به صورت دوبعدی، سه‌بعدی و آی‌مکس سه‌بعدی در ایالات متحده با دو افتتاحیهٔ بین‌المللی بین ۳۱ مارس و ۱۰ آوریل همان سال اکران شد. فیلم نقدهای ضد و نقیضی از سوی منتقدان و مخاطبان دریافت کرد و در زمینهٔ جلوه‌های ویژه، شیمی بین استون و گارفیلد، صحنه‌های اکشن و موسیقی هانس زیمر ستایش شد، اما فیلم‌نامه وزمان فیلم مورد انتقاد قرار گرفت. بازخوردها از ایفاگری فاکس از نقش مکس دیلون / الکترو قطبی بود. این فیلم ۷۰۹ میلیون دلار در سراسر جهان فروخت و نهمین فیلم پرفروش سال ۲۰۱۴ شد اما کم فروش‌ترین فیلم لایو اکشن مرد عنکبوتی تا به امروز است.
مجموعهٔ مرد عنکبوتی شگفت‌انگیز در ابتدا قرار بود با دو دنباله و چندین اسپین‌آف ادامه پیدا کند که مهم‌ترین آن‌ها فیلم‌هایی با محوریت ونوم و شش خبیث بودند. به دلیل اختلافات میان استودیو و گارفیلد و هک شدن سونی پیکچرز، تمام قسمت‌های بعدی لغو شد. ایفاکنندهٔ جدیدی از این کاراکتر با بازی تام هالند در دنیای سینمایی مارول به تصویر کشیده شد که نخستین بار در فیلم کاپیتان آمریکا: جنگ داخلی (۲۰۱۶) حضور داشت. گارفیلد و فاکس هر دو در نقش مرد عنکبوتی و الکترو با فیلم مرد عنکبوتی: راهی به خانه نیست (۲۰۲۱) بازگشتند. این فیلم وقایع مرد عنکبوتی شگفت‌انگیز ۲ را دنبال می‌کند و به مفهوم مولتی‌ورس می‌پردازد و فیلم را به فرنچایزهای ریمی و وب مرتبط می‌سازد.

## داستان
ریچارد پارکر، دانشمند سابق شرکت آزکورپ، پیامی ویدیویی ضبط می‌کند تا دلیل ناپدید شدنش را توضیح دهد. او به همراه همسرش مری سوار یک جت خصوصی می‌شوند، اما هواپیما توسط یک آدم‌کش ربوده شده و سقوط می‌کند. هر دو در این حادثه جان خود را از دست می‌دهند.
در زمان حال، یک سال پس از درگیری مرد عنکبوتی با دکتر کانرز، پیتر پارکر همچنان در نقش ابرقهرمان شهر با جرم و جنایت مبارزه می‌کند و جنایتکاری روس به نام آلکسی سیتسویچ را دستگیر می‌کند. با این حال، رابطه‌اش با گوئن استیسی به دلیل قولی که به پدر مرحوم گوئن داده بود، دچار مشکل می‌شود و گوئن تصمیم می‌گیرد از او جدا شود، به‌ویژه پس از فارغ‌التحصیلی‌شان از دبیرستان.
در همین زمان، هری آزبورن، دوست کودکی پیتر، پس از سال‌ها دوری به خانه بازمی‌گردد تا در آخرین روزهای زندگی پدر بیمار خود، نورمن آزبورن، در کنارش باشد. نورمن به هری می‌گوید بیماری‌اش ارثی است و حالا نوبت او رسیده. پس از مرگ پدر، هری به ریاست آزکورپ می‌رسد.
در آزمایشگاهی از آزکورپ، مهندس برق کم‌رو و منزوی به نام مکس دیلون در اثر یک حادثه برق‌گرفتگی به داخل مخزن مارماهی‌های مهندسی‌شده می‌افتد و تبدیل به موجودی با توانایی کنترل الکتریسیته می‌شود. در حالی‌که گوئن به پیتر می‌گوید در صورت پذیرش در دانشگاه آکسفورد به انگلستان خواهد رفت، مکس که هنوز از قدرت‌هایش بی‌خبر است، وارد میدان تایمز می‌شود و ناآگاهانه خاموشی گسترده‌ای ایجاد می‌کند. مرد عنکبوتی او را متوقف می‌کند و مکس به آسایشگاه روانی ریونکرافت منتقل می‌شود.
همزمان، علائم اولیه بیماری در هری ظاهر می‌شود و او با استناد به گفته‌های پدرش معتقد است که خون مرد عنکبوتی می‌تواند او را نجات دهد. هری از پیتر که برای دیلی بیوگل عکس می‌فروشد می‌خواهد مرد عنکبوتی را پیدا کند. اما پیتر، نگران عواقب انتقال خون، درخواستش را رد می‌کند. هری از این موضوع خشمگین می‌شود. در ادامه، یکی از مدیران آزکورپ به نام منکن، هری را به پوشاندن حادثه مکس متهم کرده و او را از شرکت کنار می‌گذارد. هری نیز با وعده ورود دوباره به ساختمان آزکورپ، مکس را از ریونکرافت فراری می‌دهد.
هری با دسترسی به اطلاعات سری آزکورپ، زهر بازمانده از عنکبوت‌های جهش‌یافته را یافته و آن را به خود تزریق می‌کند. اما به‌جای درمان، وضعیتش وخیم‌تر شده و ظاهری شبیه به یک دیو پیدا می‌کند. زرهی پیشرفته که برای شرایط اضطراری طراحی شده، سلامت نسبی‌اش را بازیابی می‌کند. پیتر با کمک توکن‌های قدیمی مترو که در وسایل پدرش پیدا کرده، وارد آزمایشگاه مخفی او در ایستگاهی متروکه می‌شود. در آنجا، ویدیویی از پدرش می‌یابد که افشا می‌کند دلیل فرارش، مخالفت با استفاده نظامی از تحقیقاتش در آزکورپ بوده و تنها با استفاده از DNA خودش بوده که توانسته عنکبوت‌ها را مهندسی کند؛ بنابراین آزکورپ نمی‌تواند آن‌ها را بازتولید کند.
گوئن بورسیه دانشگاه آکسفورد را دریافت می‌کند و پیتر، با اعتراف به عشقش، با او توافق می‌کند که با هم به انگلستان بروند. اما مکس بار دیگر در شهر آشوب به پا می‌کند و پیتر و گوئن با همکاری هم موفق می‌شوند با بارگذاری بیش‌ازحد انرژی، بدن مکس را از کار بیندازند و او را بکشند.
هری که حالا به گابلین جهش‌یافته تبدیل شده، به صحنه می‌رسد و با فهمیدن هویت پیتر، برای گرفتن انتقام، گوئن را به بالای یک برج ساعت می‌برد و از آنجا رهایش می‌کند. پیتر موفق می‌شود هری را شکست دهد اما نمی‌تواند گوئن را نجات دهد و او در سقوط کشته می‌شود. پیتر، دچار غم و عذاب وجدان، نقش مرد عنکبوتی را کنار می‌گذارد.
پنج ماه بعد، هری در حالی که در ریونکرافت زندانی است، درگیر عوارض ناشی از تحول فیزیکی‌اش است. فردی مرموز به نام گوستاو فایرز به ملاقات او می‌آید و درباره تشکیل تیمی از خلافکاران با او صحبت می‌کند. هری نیز دستور می‌دهد که از سیتسویچ آغاز کنند. سیتسویچ، اکنون با زرهی مکانیکی، خود را "راینو" می‌نامد و در شهر ویرانی به بار می‌آورد. پیتر که با شنیدن سخنرانی فارغ‌التحصیلی گوئن انگیزه‌اش را بازیافته، دوباره لباس مرد عنکبوتی را بر تن می‌کند تا با او مقابله کند.

## بازیگران
| بازیگر         | نقش                    | توضیحات |
| -------------- | ---------------------- | --- |
| اندرو گارفیلد  | پیتر پارکر/مرد عنکبوتی | دانشجوی فیزیک در دانشگاه کلمبیا و عکاس آزاد برای دیلی بیوگل، او همچنان وظیفه محافظت از نیویورک را بر عهده دارد.                                                          |
| اما استون      | گوئن استیسی            | همکلاسی پیتر و دوست او در دانشگاه است. |
| جیمی فاکس      | الکترو/مکس دیلان       | مهندس برق شرکت آزکورپ که بر اثر حادثه ای توانایی کنترل برق و قدرت گرفتن از نیروهای الکتریکی را بدست آورد.                                                                |
| کریس کوپر      | نورمن آزبورن           | یک دانشمند و مدیر عامل شرکت صنایع آزکورپ و پدر هری. |
| دین دی‌هان      | هری آزبورن/جن سبز      | پسر نورمن آزبورن و دوست صمیمی پیتر پارکر، او معتقد است که مرد عنکبوتی پدرش را کشته‌است به همین دلیل با استفاده از تجهیزات گابلینی و کمک جیمی فاکس دنبال انتقام از او است. |
| کولم فیوره     | دونالد منکن            | نایب رئیس و رئیس هیئت مدیره آزکورپ، او معتقد است که هری به دلیل سن کم قادر به رهبری شرکت نیست.                                                                           |
| مارتون سیسوکاس | اشلی کافکا             | رئیس موسسه ریونکرافت |
| پل جیاماتی     | راینو                  | یکی از قاتلین مافیای روسیه که زره روباتیک دارد. |
| مارتین شین     | بن پارکر               | همسر می پارکر و عموی پیتر پارکر، او توسط یک سارق که پیتر نتوانست جلویش را بگیرد کشته شد.                                                                                 |
| سالی فیلد      | می پارکر               | زن عموی پیتر پارکر |
| فلیسیتی جونز   | فلیشیا هاردی           | دستیار نورمن آزبورن در شرکت آزکورپ |
| کمپبل اسکات    | ریچارد پارکر           | پدر پیتر پارکر |
| امبث دیویدتز   | مری پارکر              | مادر پیتر پارکر |
| شی‌لین وودلی    | مری جین واتسون         | |

## تولید و موسیقی

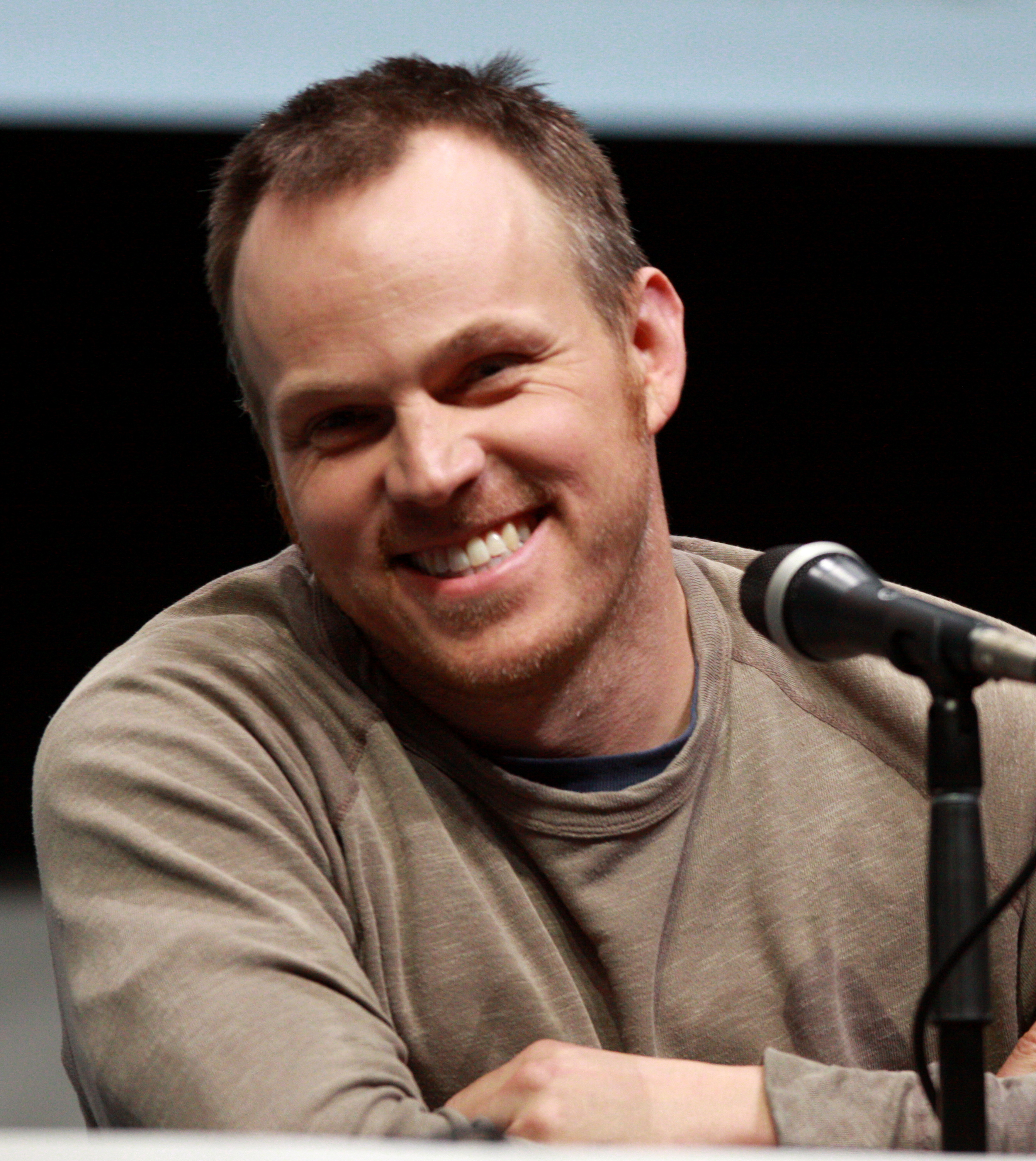
مارک وب

### حذف شخصیت مری جین واتسون
در ۱۰ اکتبر ۲۰۱۲ اعلام شد که شی‌لین وودلی در فیلم مرد عنکبوتی شگفت‌انگیز ۲ در نقش مری جین واتسون ظاهر خواهد شد. همچنین تأیید شد که نقش مری جین در فیلم کوتاه است و در ۱۴ مارس ۲۰۱۲ اعلام شد که فیلمبرداری صحنه‌های فیلم با حضور شایلن وودلی به پایان رسیده‌است. در ۱۹ ژوئن ۲۰۱۳ اعلام شد که صحنه‌های مری جین واتسون از فیلم حذف می‌گردد. مارک وب، کارگردان فیلم، در مصاحبه با هالیوود ریپورتر گفت که «این تصمیمی خلاقانه برای ساده‌تر کردن داستان و تمرکز بیشتر بر روی رابطهٔ گوین و پیتر بود» و این که «همه کار با وودلی را دوست داشتند».

### فیلمبرداری
در ۴ فوریه ۲۰۱۳، مارک وب در صفحهٔ توییترش نوشت که فیلمبرداری این فیلم آغاز شده‌است. سونی هم اعلام کرد که این نخستین فیلم مرد عنکبوتی است که فیلمبرداری آن به‌طور کامل در نیویورک انجام می‌شود.
در ۲۵ ژوئن ۲۰۱۳، مارک وب در توییترش نوشت که فیلمبرداری به پایان رسیده‌است.
موسیقی
در ۲۰ ژوئیه ۲۰۱۳، وب اعلام کرد که هانس زیمر سازنده موسیقی این فیلم خواهد بود 

## دنباله

### کنسل شدن مجموعه و بازراه‌اندازی دوباره
سونی در ابتدا قصد داشت دنیای سینمایی‌اش را گسترش دهد تا بتواند با دنیای سینمایی مارول به رقابت بپردازد. در سال ۲۰۱۳، سونی اعلام کرد که فیلم سوم مرد عنکبوتی شگفت‌انگیز ۱۰ ژوئن ۲۰۱۶ منتشر می‌شود، که در آن الکس کرتزمن، رابرت اورچی و جف پینکنر دوباره برای نوشتن فیلم‌نامه بازمی‌گردند؛ هم‌چنین فیلم چهارم هم ۴ مهٔ ۲۰۱۸ منتشر خواهد شد. هم‌چنین قرار بود اسپین‌آف‌هایی از این فیلم از شخصیت‌های شش فاسد و ونوم ساخته و منتشر بشود. درو گودارد برای نوشتن و کارگردانی شش فاسد و کرتزمن برای کارگردانی و نوشتن فیلم‌نامهٔ ونوم به همراه اورچی و اد سلیمان انتخاب شده بود. شش فاسد قرار بود ۱۱ نوامبر ۲۰۱۶ اکران شود. هم‌چنین تا اوت ۲۰۱۴، سونی لیسا جوی نولان را برای نوشتن فیلم‌نامه‌ای دربارهٔ یک ابرقهرمان زن مارول استخدام کرده بود. هم‌چنین سونی برنامه‌ای برای اقتباس از مرد عنکبوتی ۲۰۹۹ اعلام کرده بود.
با این وجود، بین دسامبر ۲۰۱۳ تا انتشار مرد عنکبوتی شگفت‌انگیز ۲ در مهٔ ۲۰۱۴، گارفیلد و وب اعلام کردند که برای فیلم سوم بازمی‌گردند ولی برای فیلم چهارم حضورشان مشخص نیست و وب اعلام کرد قطعاً فیلم چهارم را کارگردانی نخواهد کرد. به دنبال نظرات متفاوت منتقدین دربارهٔ فیلم دوم و برآورده نشدن انتظارات در گیشه، آیندهٔ این مجموعه در هاله‌ای از ابهام قرار داشت. تا ژوئیه ۲۰۱۴، اورچی فیلم سوم را برای کار به روی فراتر از پیشتازان فضا ترک کرد، مرد عنکبوتی شگفت‌انگیز ۳ که در آن کریس کوپر در نقش نورمن آزبورن بازمی‌گشت و پیتر پارکر را در حال بازیابی خود بعد از ازدست دادن گوئن نشان می‌داد، اکرانش به تاریخ نامعلومی در ۲۰۱۸ منتقل شد و تاریخ اکران مرد عنکبوتی شگفت‌انگیز ۴ هم نامعلوم باقی ماند.
به دنبال هک ایمیل‌های سونی پیکچرز در سال ۲۰۱۴، مشخص شد که سونی مذاکراتی با سام ریمی برای بازگشت به پروژه و کارگردانی یک سه‌گانهٔ جدید داشته، و هم‌چنین با مارول بر سر استفاده از شخصیت مرد عنکبوتی در کاپیتان آمریکا: جنگ داخلی بحث‌هایی داشته‌است. بنا بر گزارش‌ها، مارول از خواسته‌های سونی برای این توافق راضی نبوده و جفت مذاکرات به بن‌بست رسید. در نهایت دو استودیو برای استفاده از این شخصیت در دنیای سینمایی مارول به توافق رسیدند.

### دنیای سینمایی مارول
در فوریه ۲۰۱۵، دو استودیو طی بیانیه‌ای اعلام کردند که بر سر استفاده از شخصیت مرد عنکبوتی در فیلم جنگ داخلی به توافق رسیده‌اند و بعد از آن نیز فیلم اختصاصی مرد عنکبوتی: بازگشت به خانه در ۷ ژوئیه ۲۰۱۷ منتشر شد. در ادامه فیلم انتقام جویان: آخر بازی  یک فیلم دیگر به نام مرد عنکبوتی: دور از خانه  در ۲۶ ژوئن ۲۰۱۹ منتشر شد. به دنبال این بیانیه، مرد عنکبوتی شگفت‌انگیز ۳ کنسل شد. سونی هم‌چنان حق ساخت شخصیت مرد عنکبوتی را در اختیار خواهد داشت و بودجه و توزیع آن را نیز بر عهده دارد. مذاکرات مارول و سونی بر سر استفاده از دیگر شخصیت‌های دنیای مرد عنکبوتی ادامه دارد. تام هالند بازیگر جدید نقش مرد عنکبوتی است.